# Bromborough
Bromborough – wieś w Anglii, w hrabstwie ceremonialnym Merseyside, w dystrykcie metropolitalnym Wirral. Leży 8 km na południe od centrum Liverpool i 281 km na północny zachód od Londynu. W 2001 miejscowość liczyła 12 630 mieszkańców.